# Edward Joseph McManus
Edward Joseph McManus (Keokuk, Iowa, 1920. február 9. – Cedar Rapids, Iowa, 2017. március 20.) amerikai politikus, Iowa kormányzóhelyettese (1959–1961).

## Élete
1942-ben az iowai egyetemen szerzett jogi diplomát. 1942 és 1946 között a haditengerészetnél volt tartalékos. 1946 és 1962 között szülővárosában, Keokukban folytatott magánpraxist. Ez idő alatt, 1946 és 1955 között Keokuk ügyészeként is tevékenykedett. 1954-ben demokrata jelöltként beválasztották az Iowai Szenátusba, melynek 1955 és 1959 között volt a tagja. 1959 és 1961 között Iowa kormányzóhelyettese volt Herschel C. Loveless kormányzósága idején. 1960-ban a demokraták kormányzójelöltje volt, de vesztett Norman A. Erbe-vel szemben.
John F. Kennedy 1962. június 23-án nevezte ki szövetségi bírónak Iowa észeki körzetében. 1962 és 1985 között főbíróként tevékenykedett. Több mint 50 évig dolgozott szövetségi bíróként, Iowa történetében a leghosszabb ideig.